# Benedicto Godoy
Benedicto Godoy (28 luglio 1924 – ...) è stato un calciatore boliviano, di ruolo attaccante.

## Carriera
Prese parte con la nazionale bolivia ai Mondiali del 1950.
Disputò inoltre con la Bolivia il Campeonato Sudamericano nel 1949 .